# Municipio de Thelma
El municipio de Thelma (en inglés: Thelma Township) es un municipio ubicado en el condado de Burleigh en el estado estadounidense de Dakota del Norte. En el año 2010 tenía una población de 17 habitantes y una densidad poblacional de 0,18 personas por km².

## Geografía
El municipio de Thelma se encuentra ubicado en las coordenadas 46°44′47″N 100°6′42″O / 46.74639, -100.11167. Según la Oficina del Censo de los Estados Unidos, el municipio tiene una superficie total de 93.51 km², de la cual 88,48 km² corresponden a tierra firme y (5,38 %) 5,03 km² es agua.

## Demografía
Según el censo de 2010, había 17 personas residiendo en el municipio de Thelma. La densidad de población era de 0,18 hab./km². De los 17 habitantes, el municipio de Thelma estaba compuesto por el 100 % blancos. Del total de la población el 0 % eran hispanos o latinos de cualquier raza.